# Саларьево (полигон ТБО)
«Саларьево» — закрытый полигон твёрдых бытовых отходов на территории района Коммунарка Новомосковского административного округа города Москвы, вблизи деревни Саларьево. По состоянию на октябрь 2013 года являлся самым большим полигоном ТБО в Европе.

## История
Свалка образовалась в 1960-х годах, когда в овраг рядом с деревней Саларьево начали свозить мусор. К 1 апреля 2007 года, когда полигон был закрыт, его площадь составляла 59 га, в нём покоилось 15 миллионов тонн отходов, а высота достигала 70-80 метров. В августе того же года НИиПИ градостроительства Московской области по заказу ГУП «Мосэкострой» подготовил проект консервации полигона, по которому в 2009 году отходы были накрыты геосинтетическими и гидроизоляционными материалами, а сверху засыпаны грунтом. Для отвода газов от разложения были размещены 50 скважин, для сбора фильтрата сооружёна сеть дренажных коллекторов с очистными сооружениями. Однако, несмотря на предпринятые меры, впоследствии были подвергнуты загрязнению близлежащие грунтовые воды, а также реки Сосенка и Сетунька. В 2013 году строительные работы вблизи полигона спровоцировали выход фильтрата в большом объёме на поверхность. По состоянию на тот год, вокруг закрытого полигона имело место множество стихийных свалок на суммарной территории в 300 га. По результатам проверки, проведённой в 2014 году, отдельные элементы всей системы очистки не функционировали ввиду бесконтрольной хозяйственной деятельности коммерческих организаций поблизости. В 2017 году представители правительства Москвы заявили о намерении провести в 2018 году рекультивацию полигона, после которой в дальнейшем возможна организация парка.
Обязательства по рекультивации полигона взяла на себя группа компаний «ПИК». На основе исследований компания представила проект «Рекультивация полигона ТПБО «Саларьево», основные мероприятия которого направлены на предотвращение возможного негативного воздействия полигона в связи с происходящими в теле полигона процессами стабилизации отходов. По проекту планируется возведение подпорной стены из железобетона общей протяженностью 1334 пм, на северо-восточных, восточных и юго-восточных склонах полигона предусмотрено устройство противофильтрационной завесы общей протяженностью 1030 пм, а на северо-западных, западных и южных склонах — сорбирующей противофильтрационной завесы общей протяженностью 1430 пм, сооружение защитного экрана в системе финального перекрытия поверхности полигона на поврежденных и выполаживаемых участках склонов. Вокруг полигона компаниями «Пик» и «Инград» возводятся жилые комплексы «Саларьево парк» и «Филатов Луг».
В марте 2023 года на фоне вторжения России на Украину и ударов дронов по Москве на свалке установили РЛС комплекса ПВО.

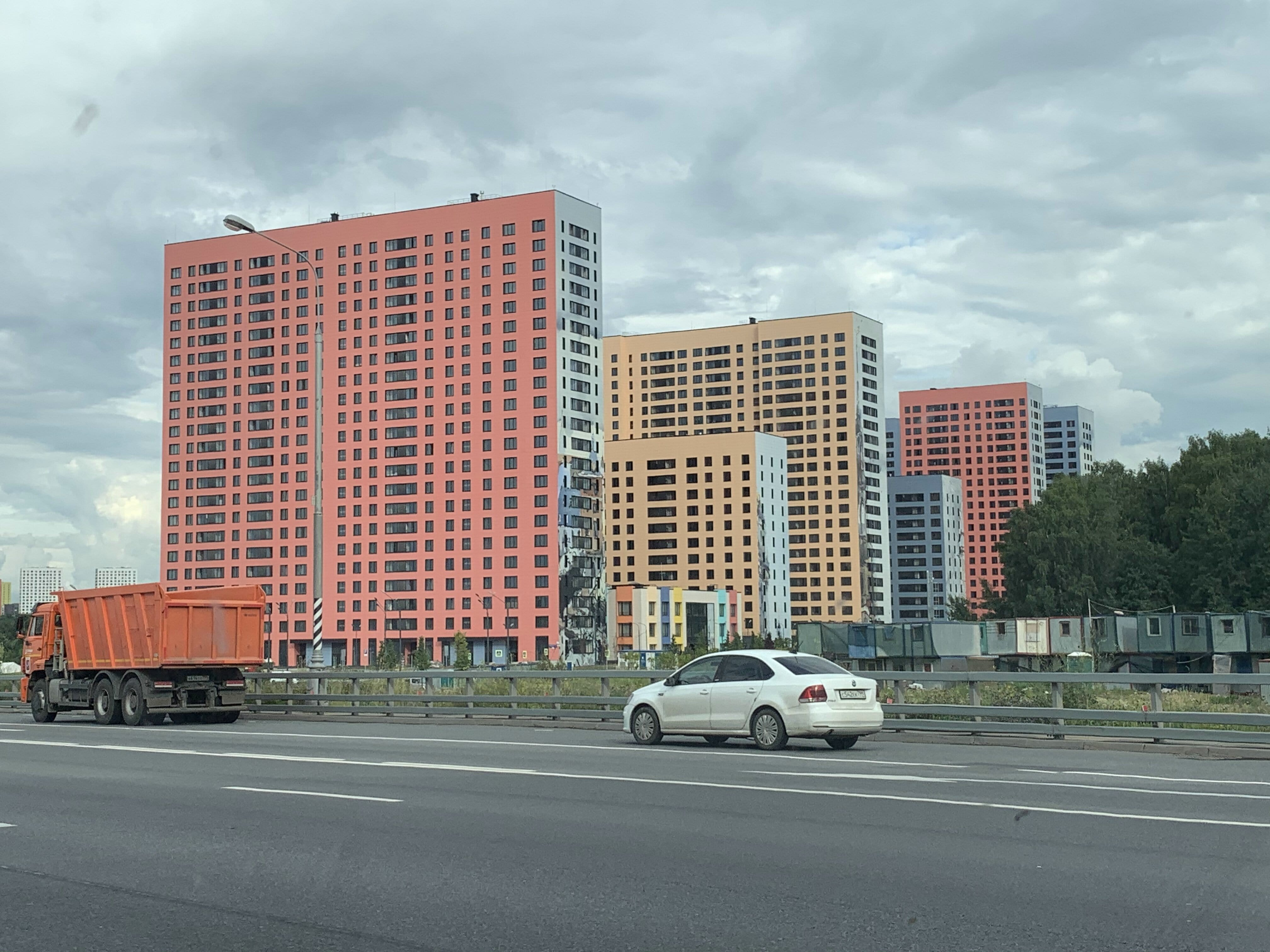
Жилой комплекс «Филатов Луг» на Киевском шоссе

## В культуре
В 2014 году в России состоялась премьера документального фильма «Человек живёт для лучшего», съёмки которого велись с 2000 года. В фильме ведётся повествование о людях, живущих на свалке и её в окрестностях. За свою работу режиссёр фильма Ханна Полак была удостоена награды «Малое зеркало» на международном кинофестивале «Артдокфест».